# 相鐵11000系電聯車
相鐵11000系電聯車（日语：／ Sōtetsu 11000-kei densha */?）是相模鐵道的一種通勤型電聯車，是10000系的後繼型號。11000系主要用作替換5000系和7000系，並預定是日後與東日本旅客鐵道（JR東日本）湘南新宿線及東急電鐵（東急）東橫線相互直通運行的主力車輛。
11000系由東急車輛製造承造，而東急則委託JR東日本旗下的新津車輛製作所製造部分車廂。首批出廠的11000系已於2009年6月15日正式投入服務。

## 規格
11000系沿用10000系參照JR東日本列車設計的概念，其設計參考了E233系0番台10輛全通編組的規格，以減省列車開發成本。

### 車體、機件
11000系的車體和10000系一樣，均採用輕量不鏽鋼製造。車體離路軌的高度和E233系的設計一樣，比10000系的車體高度低35毫米，令乘客上下車更方便。此外，11000系也是相鐵首次採用闊度達2,950毫米的闊身車體，以方便日後和JR東日本相互直通運行時雙方列車能互相對應。為了讓11000系能行駛相鐵所有路線，相鐵在引入11000系前已統一各路線對列車闊度的極限為2,950毫米。此外，相鐵在留置線的設備和橫濱站月台圍欄亦需要進行改造工程，以遷就11000系的設計。
車體的塗裝和10000系一致，以相鐵新訂的代表顏色——「相鐵藍」和「相鐵橙」色為主色。而10000系安裝在車頭下方的前方照明燈，在11000系則採用E233系安裝在上方的設計，並採用高強度氣體放電燈，增加駕駛員的目視距離。所有方向幕也採用E233系的全彩色LED設計。
機件方面，11000系主要沿用E233系的機件，採用的機件包括轉向架（動力轉向架：ST-DT71系、無動力轉向架：ST-TR255系）、電動機（ST-MT75型籠型三相誘導電動機）和控制裝置（ST-SC85A型變頻器）等。此外，11000系也安裝了10000系的列車情報管理系統（TIMS），並和E233系一樣，多安裝一套系統作後備之用。
由於相鐵部分路段是隧道，所以11000系在第1、5、7和10號車廂均裝有疏散用摺梯，在發生事故時能儘快疏散乘客。

### 車內設備、廣播系統
11000系的車廂裝潢基本上沿用E233系的設計——全縱向座位、車門附近安裝的防滑膠墊、優先席和女性專用車廂的行李架及吊環扶手高度降低50mm、以不同顏色突出優先席位置等設計均應用在11000系。和E233系一樣，11000系每道車門上方均安裝了兩台液晶體顯示屏，其規格則是京濱東北線用E233系1000番台採用的17吋闊屏幕。其他被改動的設計包括加大座椅的闊度（4,600毫米，10000系為4,500毫米）和使用新款彈簧，令座椅更舒適。而所有吊環扶手則沿用舊有設計，並沒有採用E233系的版本。

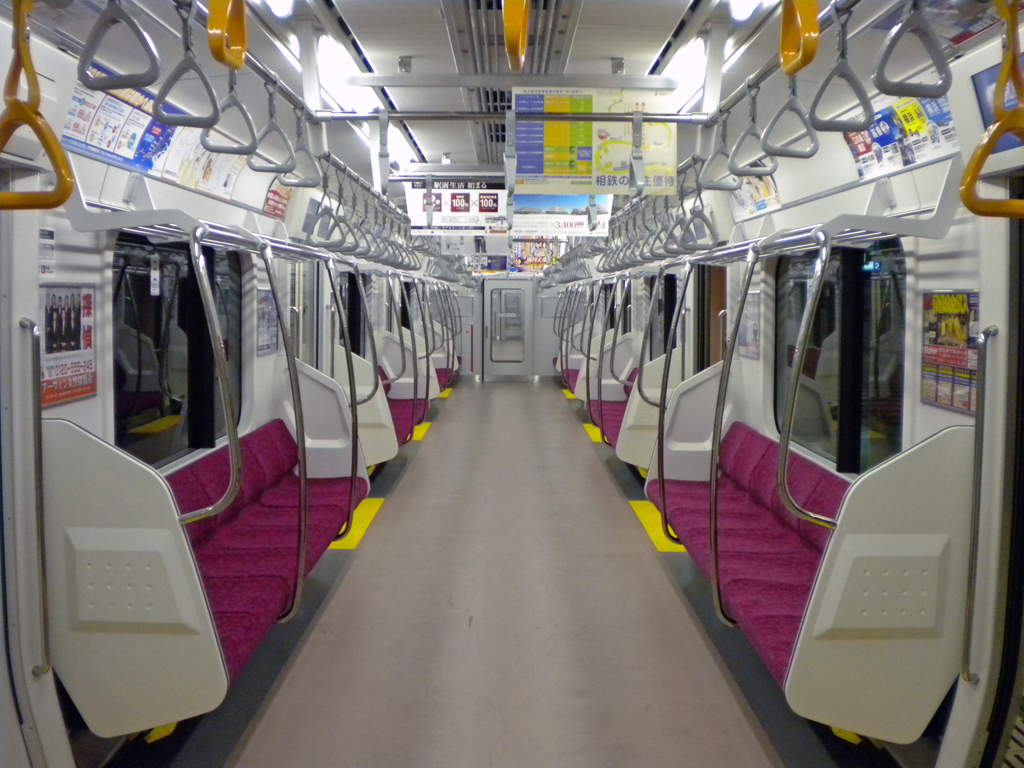
車廂全景
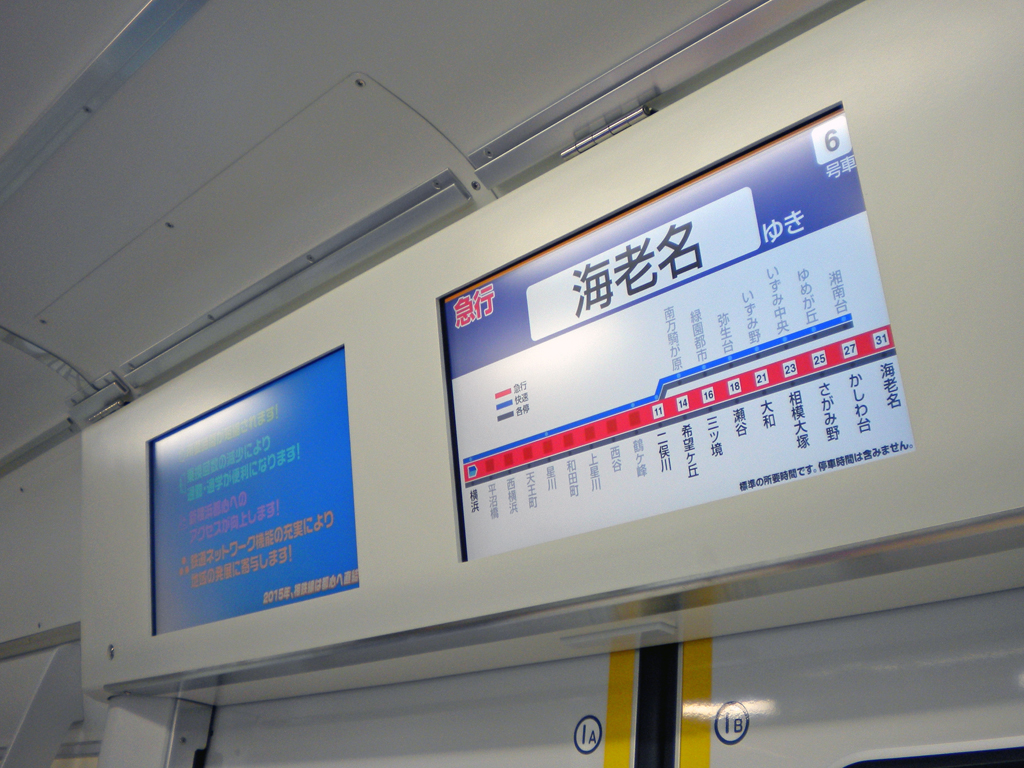
液晶體列車資訊顯示器
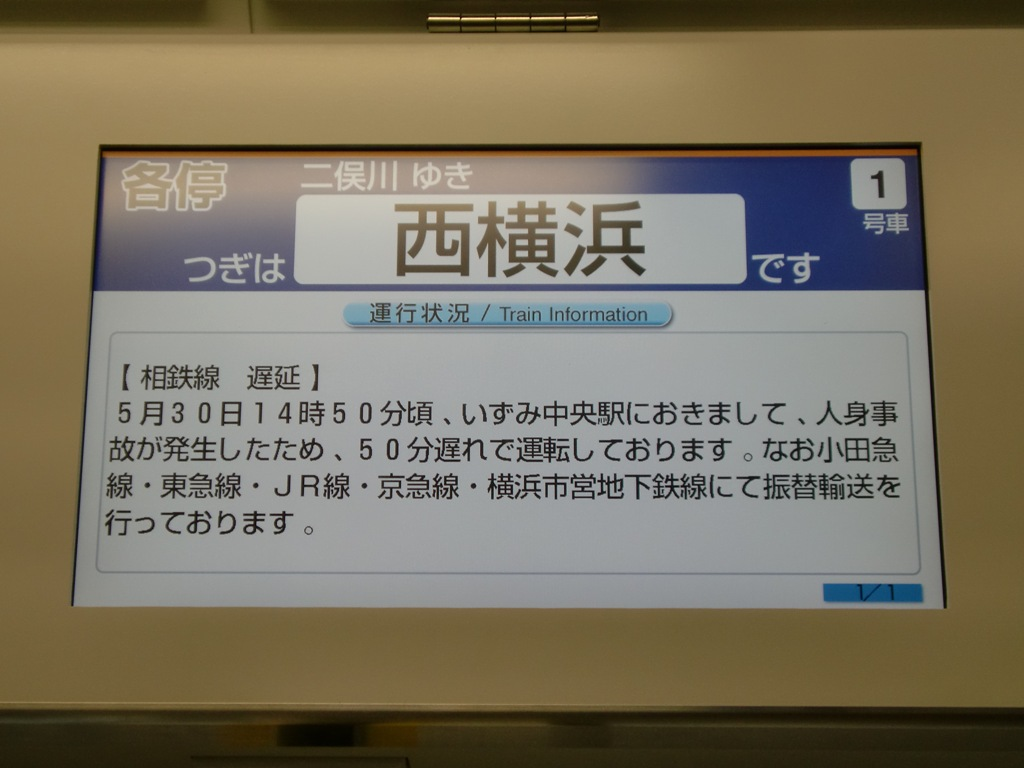
正顯示延誤資訊的顯示器
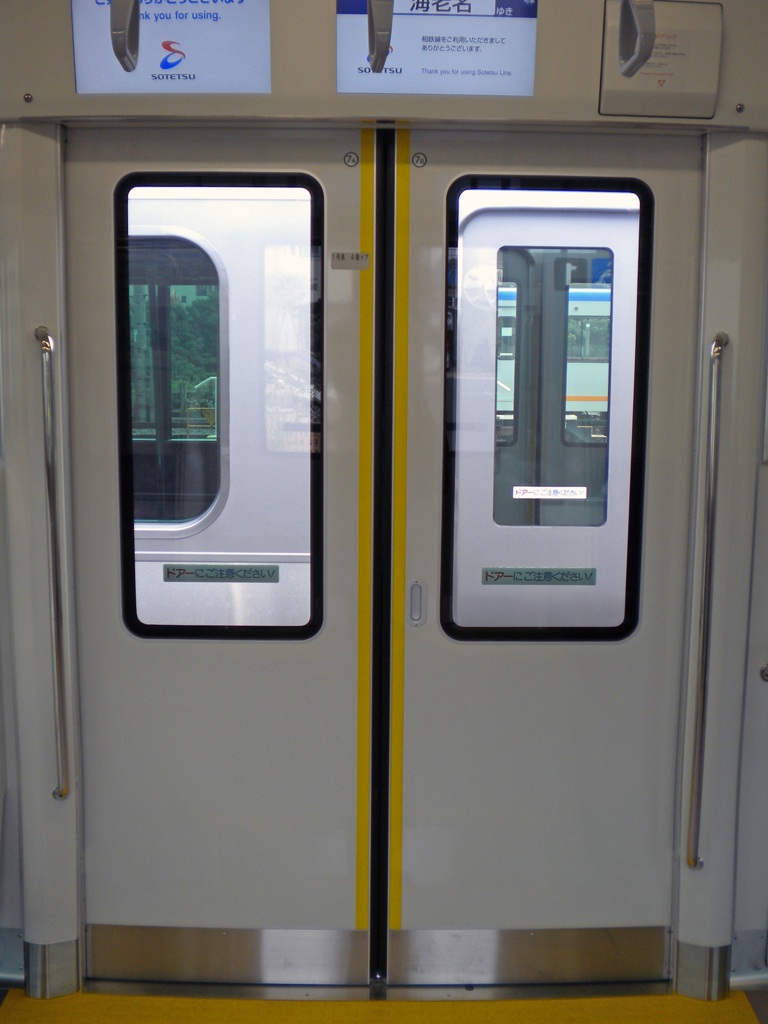
車門
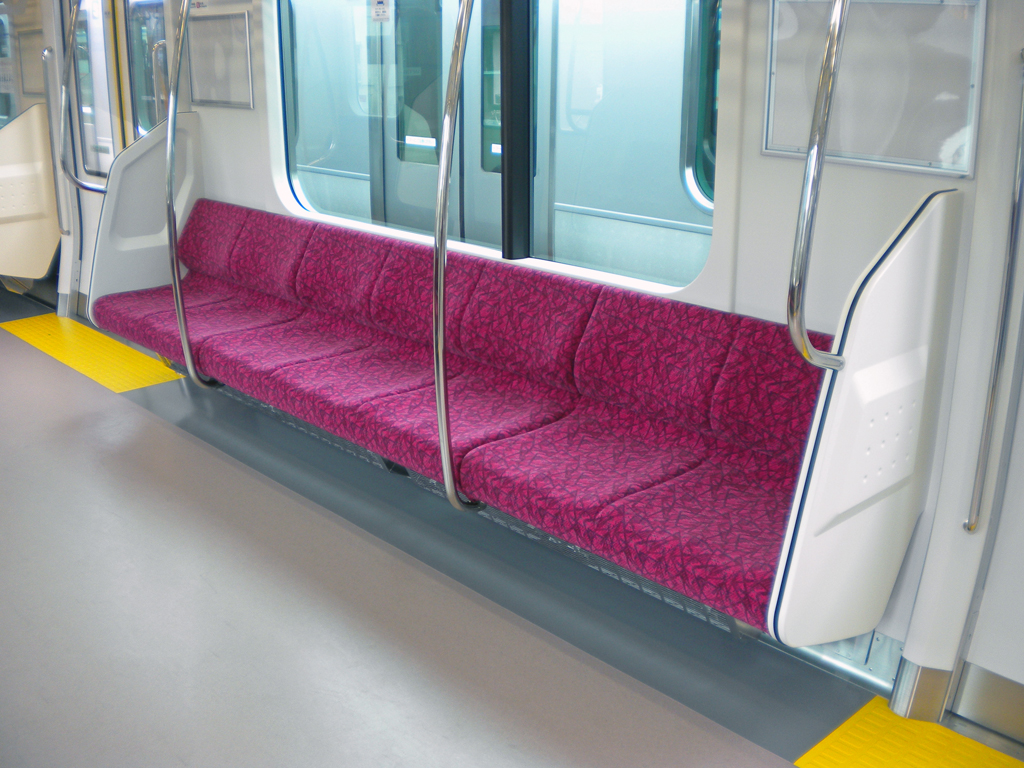
一般座位（7人）
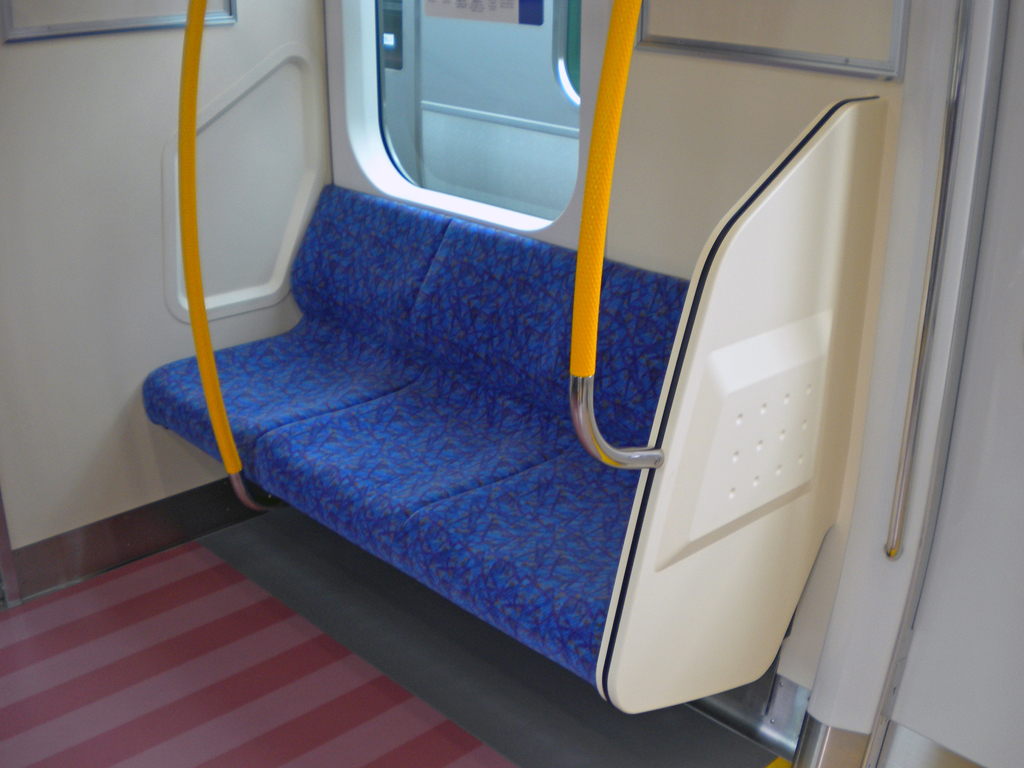
優先座位（3人）
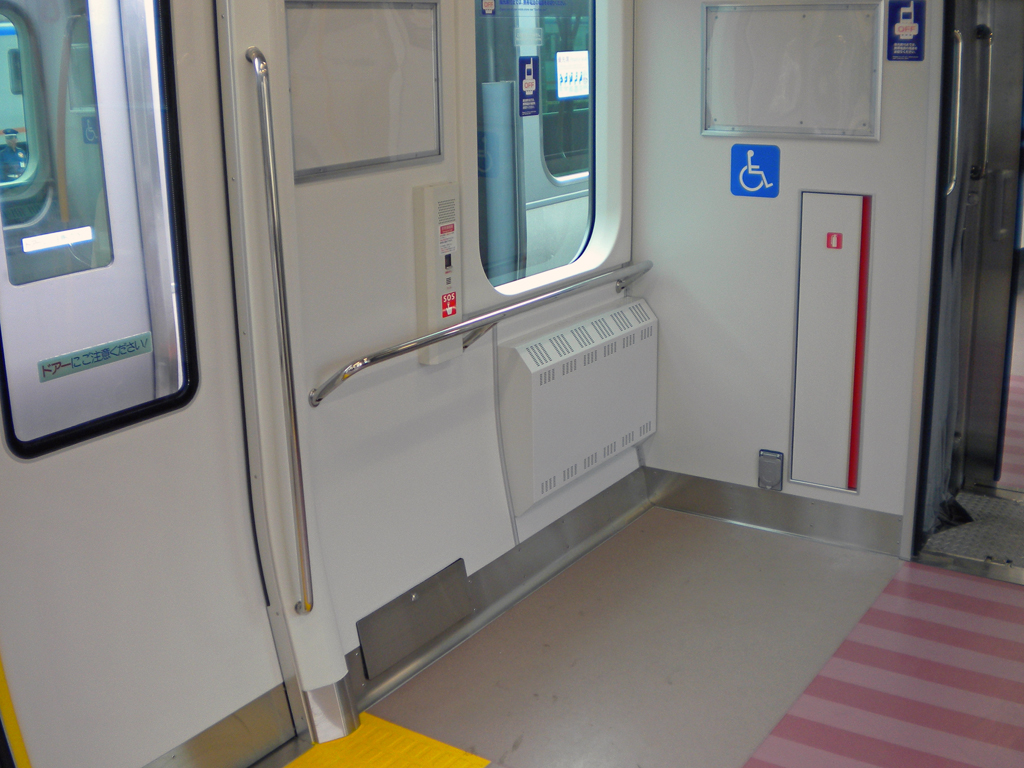
輪椅專用泊位

## 編組方式
和10000系不同的是，11000系列車將會全數為10輛編組，沒有8輛編組。
此外，11000系生產編號和10000系及相鐵其他列車也有一些差別。11000系的生產序號中的百位數字是代表自橫濱方向計算的車廂編號（1號車廂：0；10號車廂：9），而10000系及相鐵其他系列則會按車輛規格分配。以10000系為例，安裝了集電弓和兩組控制裝置的動力車廂，其生產編號的百位數字是1。
|              | ←橫濱方向                                                      |                                  |                     |                                      |                                                                |
| 車廂編號     | 1                                                              | 2                                | 3                   | 4                                    | 5                                                              |
| 生產編號制式 | 11000                                                          | 11100                            | 11200               | 11300                                | 11400                                                          |
| 動力車輛     |                                                                | ●                                | ●                   | ●                                    | ●                                                              |
| 設備         | - 控制室 - 自動列車停止裝置 - 空氣壓縮機 - 蓄電池 - 疏散用摺梯 | - 集電弓 - 備用集電弓 - 控制裝置 | - 變壓器            | （女性專用車廂） - 集電弓 - 控制裝置 | - 疏散用摺梯                                                   |
|              | 海老名、湘南台方向→                                            |                                  |                     |                                      |                                                                |
| 車廂編號     | 6                                                              | 7                                | 8                   | 9                                    | 10                                                             |
| 生產編號制式 | 11500                                                          | 11600                            | 11700               | 11800                                | 11900                                                          |
| 動力車輛     |                                                                |                                  | ●                   | ●                                    |                                                                |
| 設備         | - 空氣壓縮機                                                   | - 疏散用摺梯                     | - 集電弓 - 控制裝置 | - 變壓器                             | - 控制室 - 自動列車停止裝置 - 空氣壓縮機 - 蓄電池 - 疏散用摺梯 |

參考資料：

## 使用狀況
首批列車為2列10輛編組，其中首列列車於2008年10月14日出廠。經過多次試車和讓駕駛員熟習對11000系的操作後，2列列車均已於2009年6月15日正式投入服務。首班列車由11001編組負責，當天下午2時18分由海老名開往橫濱。
為了慶祝11000系投入服務，相鐵於列車投入服務前一天（6月14日）在相模大塚站舉行攝影會，並開放參觀11000系的車廂。同日在二俁川站舉行11000系相關產品售賣活動。
相鐵預定於2009年財政年度再增備3列10輛編組的11000系。

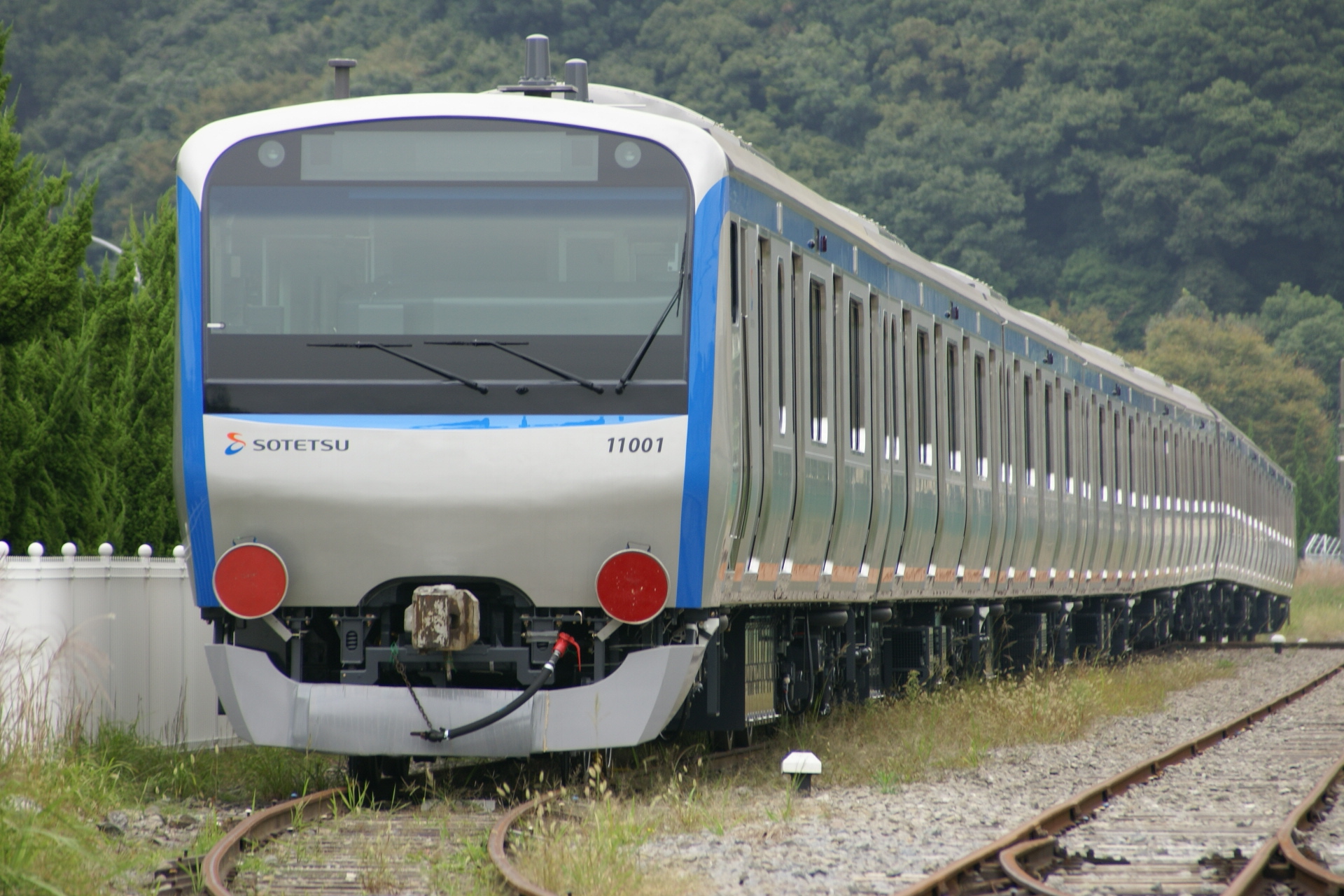
首列列車出廠當天曾暫存於逗子東急車輛列車留置線
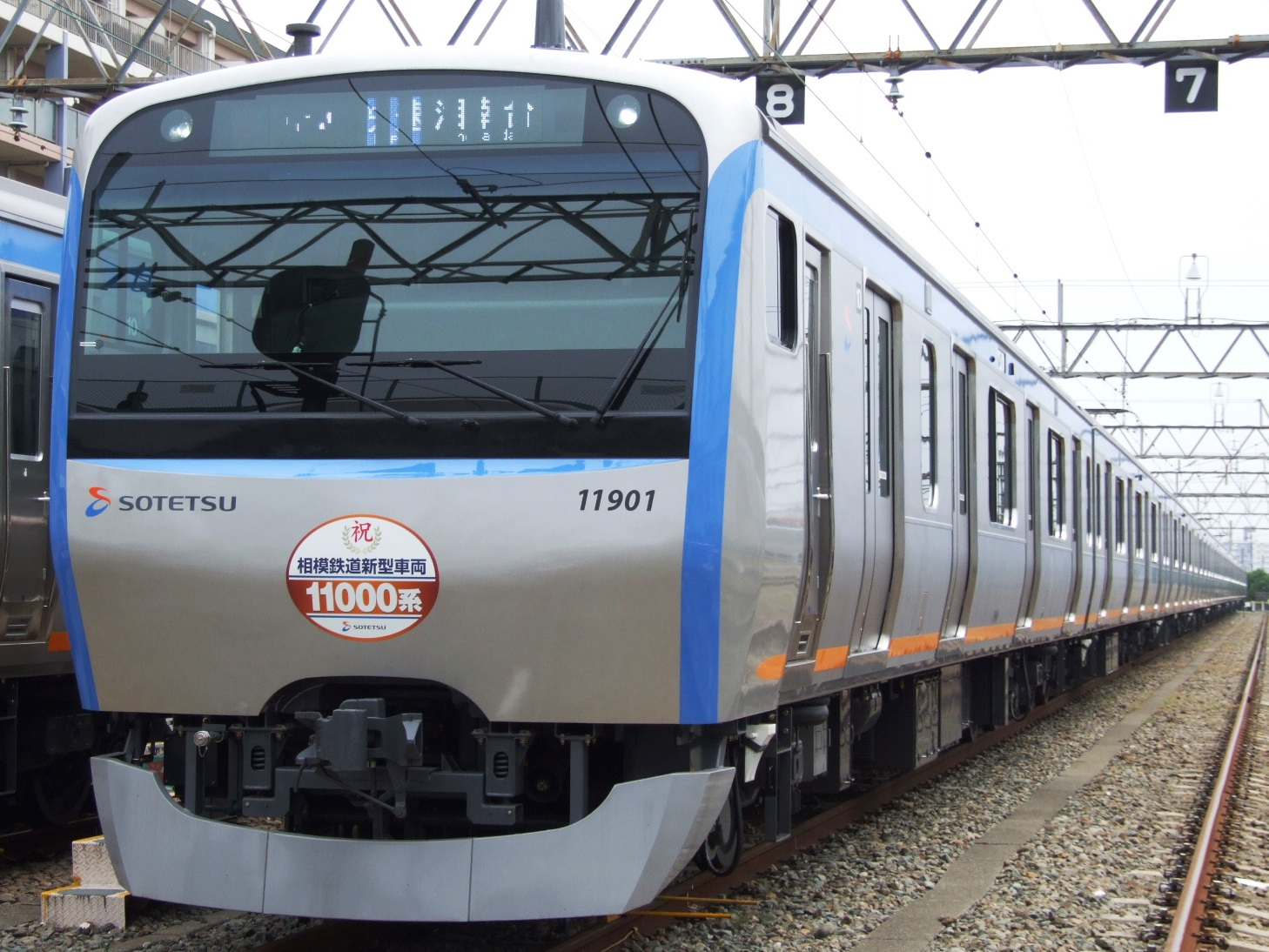
加上投入服務紀念徽章的11000系（攝於2009年6月14日攝影會）

## 相關項目
- 小田急4000型電力動車組 (2代)－同樣參考E233系設計的小田急電鐵列車

## 外部連結
- （日語）相模鐵道車輛圖鑑
- （日語）